# Ahlemer Asphalt-Gruben

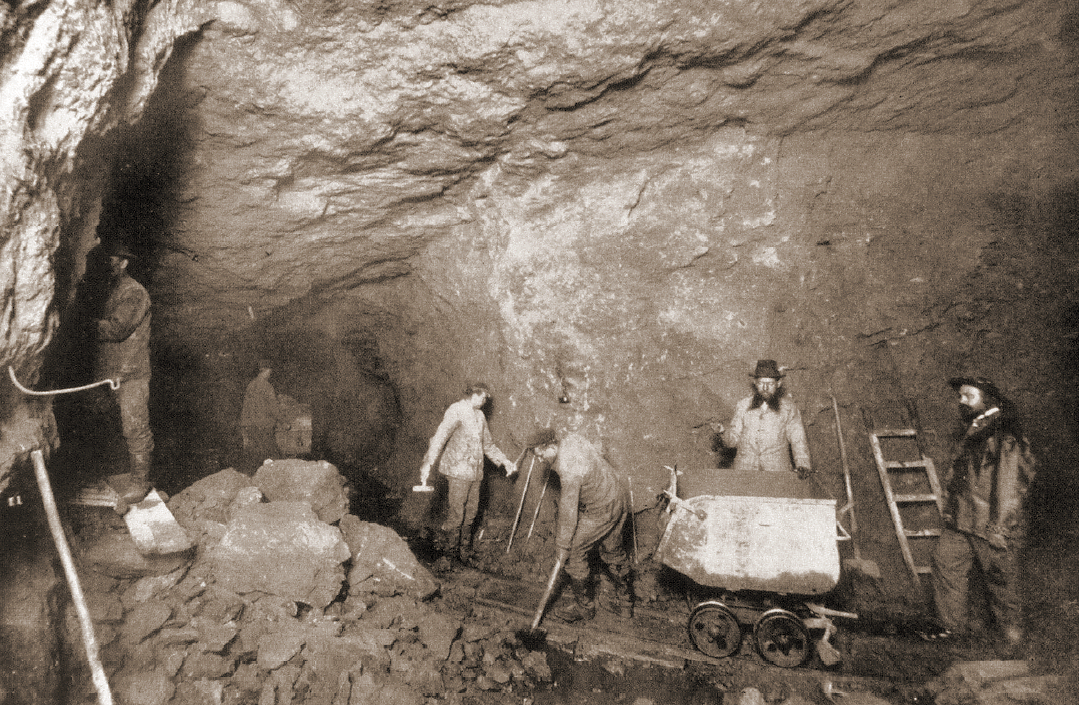
Untertagebau der Ahlemer Asphalt-Gruben, 1912

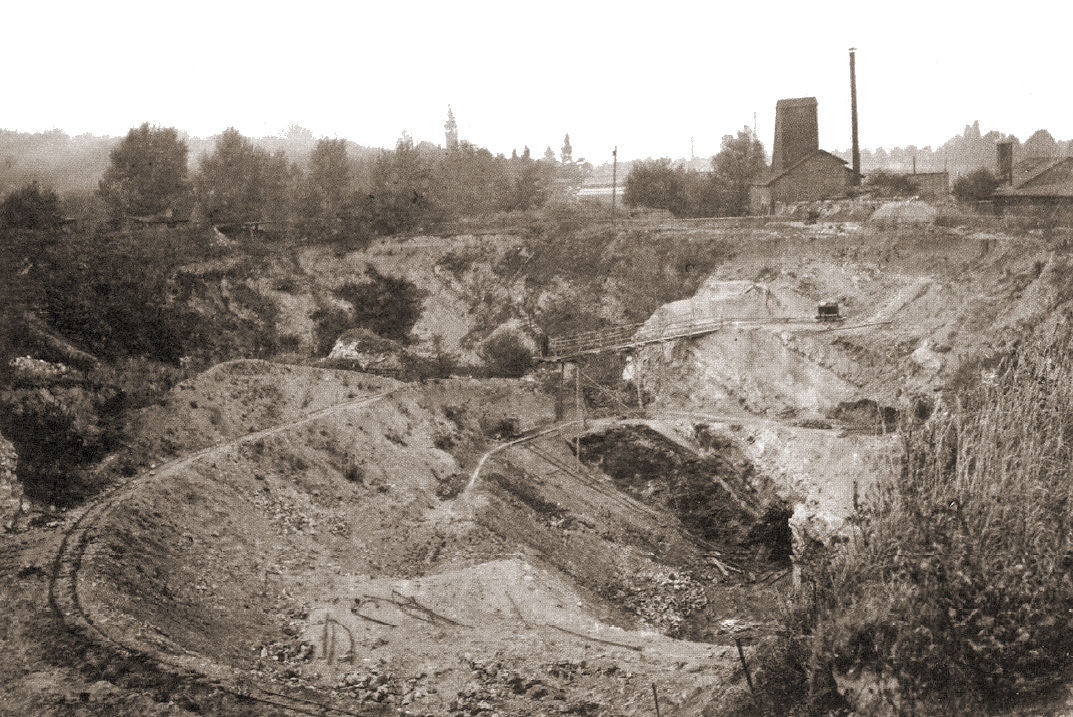
Tagebau der Asphalt-Gruben, 1910

Die Ahlemer Asphalt-Gruben sind ehemalige Stollenbergwerke und frühere Tagebaue im Stadtteil Ahlem in Hannover, in denen von der Mitte des 19. Jahrhunderts bis 1925 asphalthaltiges Gestein abgebaut wurde. Während die Tagebaue wieder verfüllt wurden, kam es bei den Stollen zu Erweiterungen für die unterirdische Rüstungsproduktion im Zweiten Weltkrieg. Über dem Stollensystem entstand ab den 1950er-Jahren eine Wohnbebauung. Von 2021 bis 2025 fanden in dem Gebiet Erkundungs- und Sicherungsarbeiten wegen Bergschäden statt, nachdem es akute Hinweise auf eine altersbedingt nachlassende Standfestigkeit des Altbergbaus gab.

## Beschreibung
Bei der Grubenanlage handelt es sich um einen tagesnahen Bergbau mit Schächten und Gängen in einer Tiefe von etwa 20 bis 50 Meter. Zum Abbau wurde das Gestein mit Dynamit gesprengt sowie mit Drucklufthämmern bearbeitet. Es wurde mit Gruben- und Förderwagen zum Förderschacht transportiert, wo es im Förderkorb an die Erdoberfläche gelangte. Nicht abgebaute Teile des Gesteins dienten als Stützpfeiler der Stollen.
Die Grube besteht mit dem Süd-, dem Mittel- und dem Nordstollen aus drei unterirdischen Stollensystemen mit einem schachbrettartigen Muster von Gängen im Süd- und Mittelstollen. Der Nordstollen verfügt über mehrere übereinander liegende Abbauflächen. Die Gänge verlaufen zum Teil nicht waagerecht, sondern haben eine Neigung von bis zu 25 Grad. Die Stollen dehnen sich in einem Gebiet mit einer Breite von maximal 300 Metern und einer Länge mit etwa 500 Metern aus. Das Gebiet hat eine Gesamtfläche von rund sechs Hektar. Die Gänge sind jeweils drei bis vier Meter breit und ebenso hoch. Es gibt auch Hohlräume mit einer Höhe bis zu 10 Meter. Das Volumen der Stollenanlage wird auf 100.000 m3 geschätzt. Das darüber liegende Deckgebirge hat zum Teil nur eine Mächtigkeit von 17 Metern. Dabei bestehen die obersten fünf Meter aus nicht tragfähigen Lockermassen, wie Schutt, Schotter oder Kies.
Westlich des Nordstollens und westlich des Südstollens gab es offene Tagebaue, in denen in der Anfangszeit Asphalt abgebaut wurde. Sie wurden später aufgefüllt.

## Geologie
Bei Ahlem befinden sich im Untergrund drei Verwerfungen, in denen Erdöl aus dem Lias in den erdgeschichtlich jüngeren Kalkstein aus dem Oberjura bis an die Erdoberfläche aufsteigen konnte. Dort entwichen die flüssigen Bestandteile und Bitumen blieb in einer sechs Meter hohen Schicht zurück. Erstmals beschrieb der Geologe Heinrich Credner die Lagerstätte in einem 1863 erschienenen Buch. Demnach ließe sich in den Steinbrüchen bei Ahlem ein Mergelkalk mit einem Bitumengehalt von 12 bis 18 Prozent beobachten. Laut Credners Beschreibung treten bei Sonneneinstrahlung an den Wänden der Steinbrüche Erdöl und Erdpech hervor. 1919 beschrieb der Geologe Friedrich Schöndorf (1884–1941) das Vorkommen als sekundäre Lagerstätte, da der Naturasphalt mit dem Kalkstein nicht gleichzeitig entstanden ist. Er bezeichnete die Fundstätte als Limmer Gruben, was wahrscheinlich in der Nähe zum Dorf Limmer begründet ist.

## Geschichte

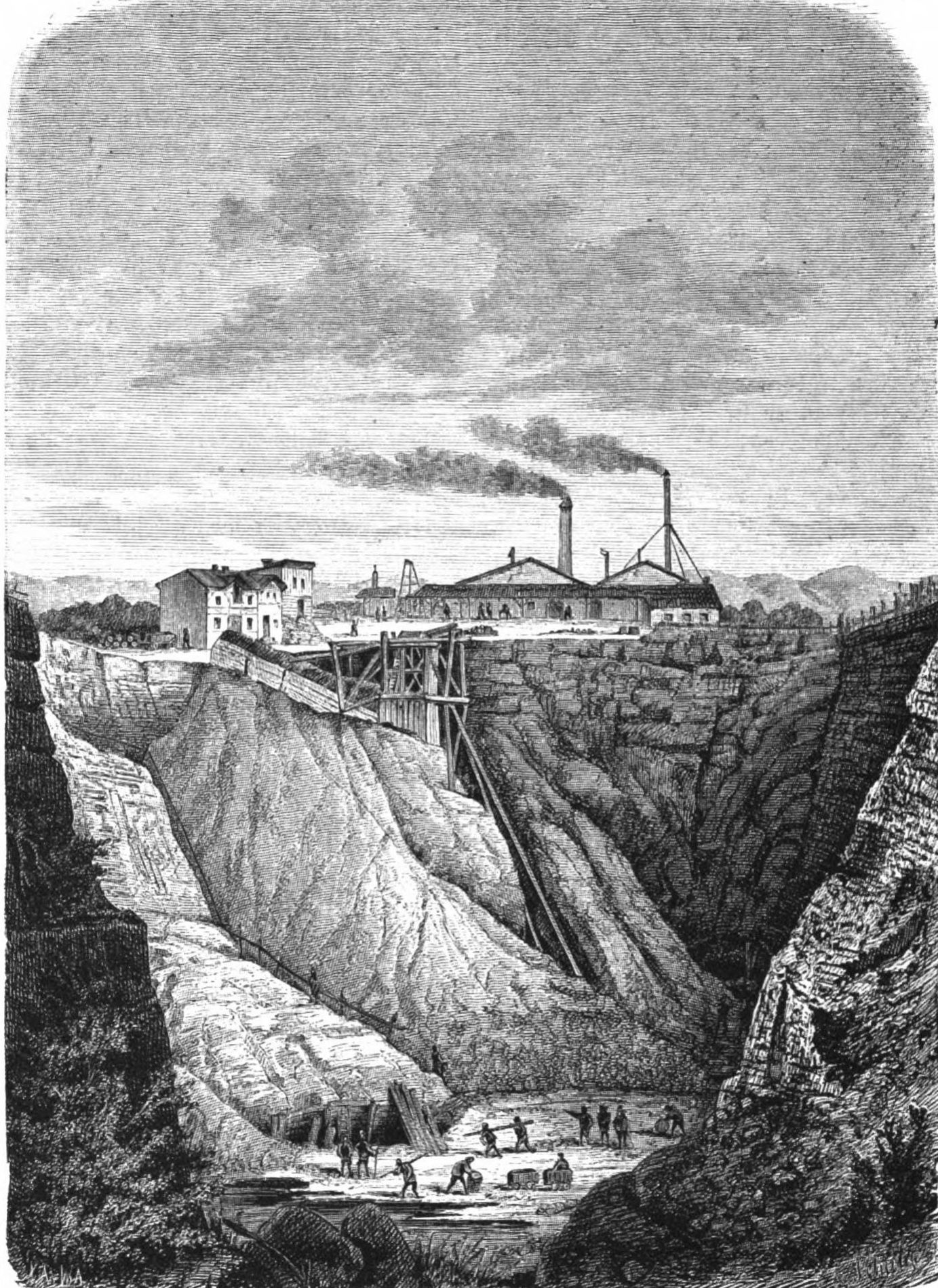
Zeichnung des Tagebaus der Deutschen Asphalt in den Ahlemer Asphalt-Gruben mit Verarbeitungsbetrieben und einem unterirdischen Eingang (1882)

Das Vorhandensein von bituminösem Asphaltgestein bei Ahlem war seit etwa 1730 bekannt. Mangels Verwendungsmöglichkeit wurde es nicht genutzt. Der Gastwirt und Betreiber des Limmerbrunnens Dietrich Heinrich Henning entdeckte es 1842 wieder. Eine von ihm veranlasste Untersuchung durch das Polytechnikum Hannover ergab, dass es sich um asphalthaltigen Kalkstein handelte. Das Gestein ließ Henning von Arbeitern im Tagebau abbauen. Verarbeitet wurde es in seiner 1846 im nahegelegenen Limmer gründeten Asphaltfabrik zu  Asphaltmastix für Beläge und Abdichtungen. Bald wurde Henning der Titel des „Königlichen Hof-Asphalt-Fabrikanten“ verliehen.
Kurz nach 1846 baute auch August Egestorff, ein Verwandter von Johann Egestorff, Gestein in der Asphaltlagerstätte ab und verarbeitete es in seiner Asphaltfabrik in Linden. 1856 vereinigten sich die beiden abbauenden Betriebe zu Henning & Egestorff. 1871 wurde das Unternehmen an die englische The United Limmer-Vorwohle Rock Asphalte-Company (genannt: Englische Asphalt) verkauft, die den Abbau fortsetzte. 1873 stieg die Deutsche Asphalt (DASAG) in den Asphaltabbau ein. Sie errichtete die erste Asphaltfabrik in Ahlem, wo sie zunächst den im südniedersächsischen Vorwohle abgebauten Asphalt verarbeitete. Um 1880 wurden zur Förderung in Ahlem erste Schachtanlagen bis in 50 Meter Tiefe abgeteuft.

### 20. Jahrhundert
Seit 1905 gehörten die Abbaugruben drei Gesellschaften, die neben dem Tagebau auch den Untertagebau betrieben. Dabei förderten die Hannoversche Baugesellschaft und die Deutsche Asphalt jeweils aus einem Schacht und die Englische Asphalt aus zwei Schächten. Das abgebaute Gestein wurde in den Fabriken der abbauenden Unternehmen in Ahlem, Linden und Limmer weiterverarbeitet. Es fand unter der Bezeichnung „Limmer Asphalt“ Abnehmer in zahlreichen europäischen Ländern und in Amerika. Als Fördermenge an asphalthaltigem Gestein nannte die Deutsche Asphalt 1912 durchschnittlich 5000 Tonnen pro Jahr, was aus heutiger Sicht gering ist. 1914, beim Beginn des Ersten Weltkriegs, wurde der Untertageabbau eingestellt. Grund war der Mangel an Kohle, mit der Dampfmaschinen zum Abpumpen des eindringenden Grubenwassers betrieben wurden. 1925, einigen Angaben zufolge 1926, wurde auch der Tagebau eingestellt.
Während des Zweiten Weltkriegs kam es nach dem Abpumpen des Grubenwassers im Jahr 1943 zu einer Erweiterung der Stollen, deren Ausmaß nicht bekannt ist. Die Arbeiten erfolgten 1944 und 1945 vor dem Hintergrund einer geplanten Untertageverlagerung von Rüstungs-Produktionsanlagen der Continental AG und der Maschinenfabrik Niedersachsen Hannover. Zur Ausführung wurden Häftlinge des KZ-Außenlagers Hannover-Ahlem gezwungen. Das aus etwa fünf Baracken bestehende Lager wurde eigens für diesen Zweck errichtet und befand sich am Rande eines früheren Asphalttagebaus nahe einem Stolleneingang. Die feuchte und kalte Arbeitsumgebung unter Tage sowie die schwere körperliche Arbeit mit Hacke und Schaufel in 12-Stunden-Schichten führten zu einer hohen Sterblichkeit. Während des fünfmonatigen Bestehens des KZ-Außenlagers starb etwa die Hälfte der 1500 Häftlinge. Ein Stollenbereich diente in dieser Zeit der Bevölkerung als Luftschutzbunker bei den Luftangriffen auf Hannover.
In der Nachkriegszeit wurden die Grubeneingänge zugeschüttet. Der Grubenbau wurde nicht verfüllt. Im Laufe der Zeit füllte er sich mit Wasser und wurde unzugänglich. Seit den 1950er-Jahren entstand eine Bebauung über der Bergwerksanlage, überwiegend in Form von Wohnbebauung. Obwohl 1950 das damalige Bergamt Hannover empfohlen hatte, keine Gebäude über dem Altbergbau zu errichten, genehmigte die Baubehörde eine Bebauung, da sie Bergschäden für möglich, aber überwiegend für unwahrscheinlich hielt.

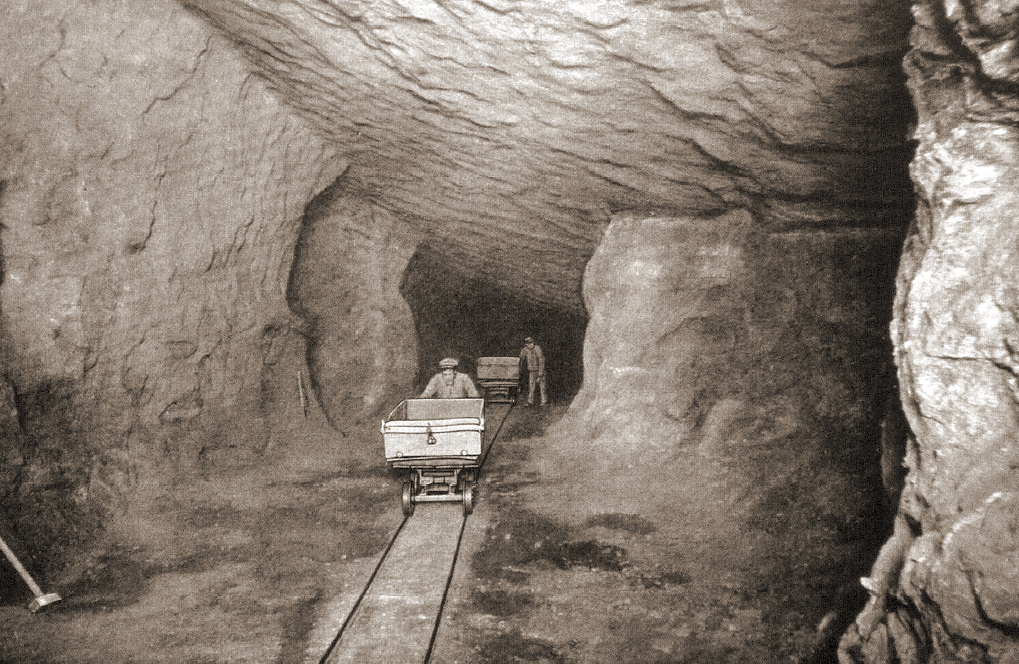
Untertägiger Transport des abgebauten Gesteins mit Grubenwagen, 1912
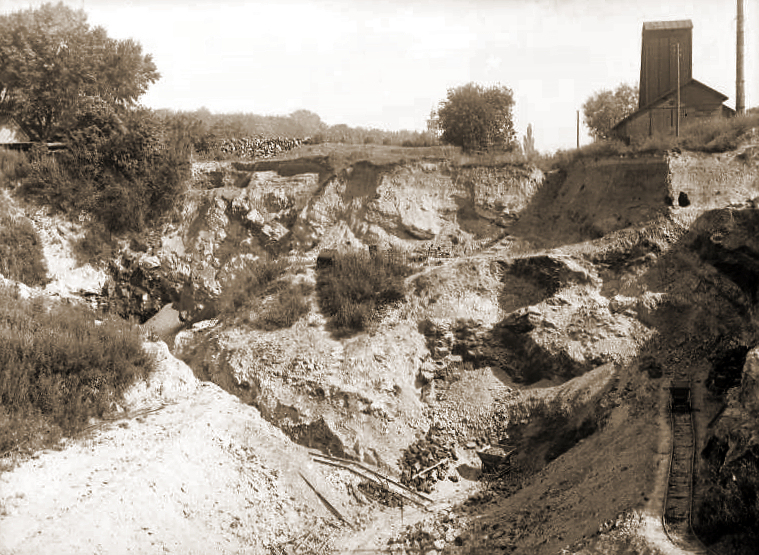
Blick auf den Tagebau mit Förderschacht, etwa 1940
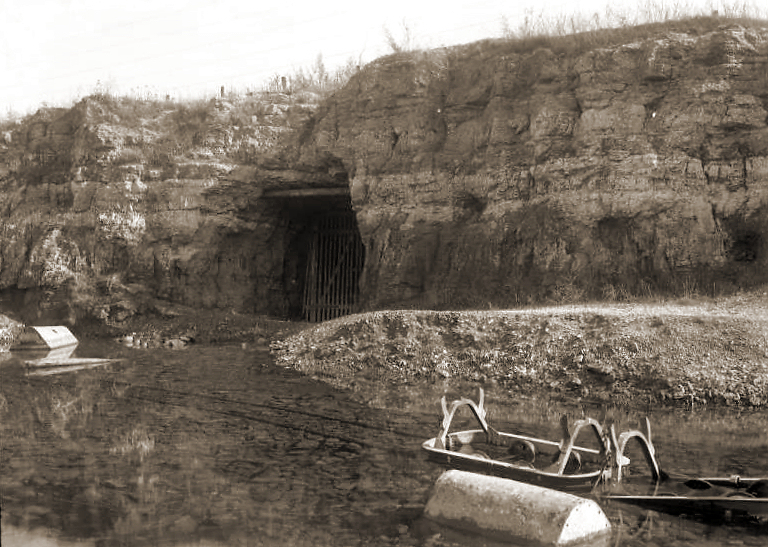
Abbauwand des Tagebaus mit vergittertem Zugang zum Untertagebau, um 1930
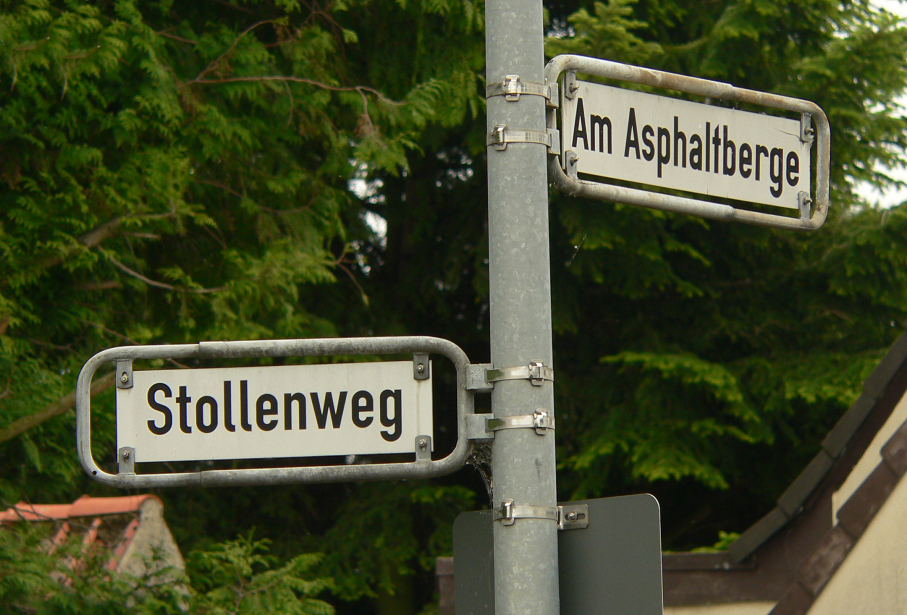
Straßennamen im Bereich der Asphalt-Gruben erinnern an den früheren Abbau

### Einsturzgefahr

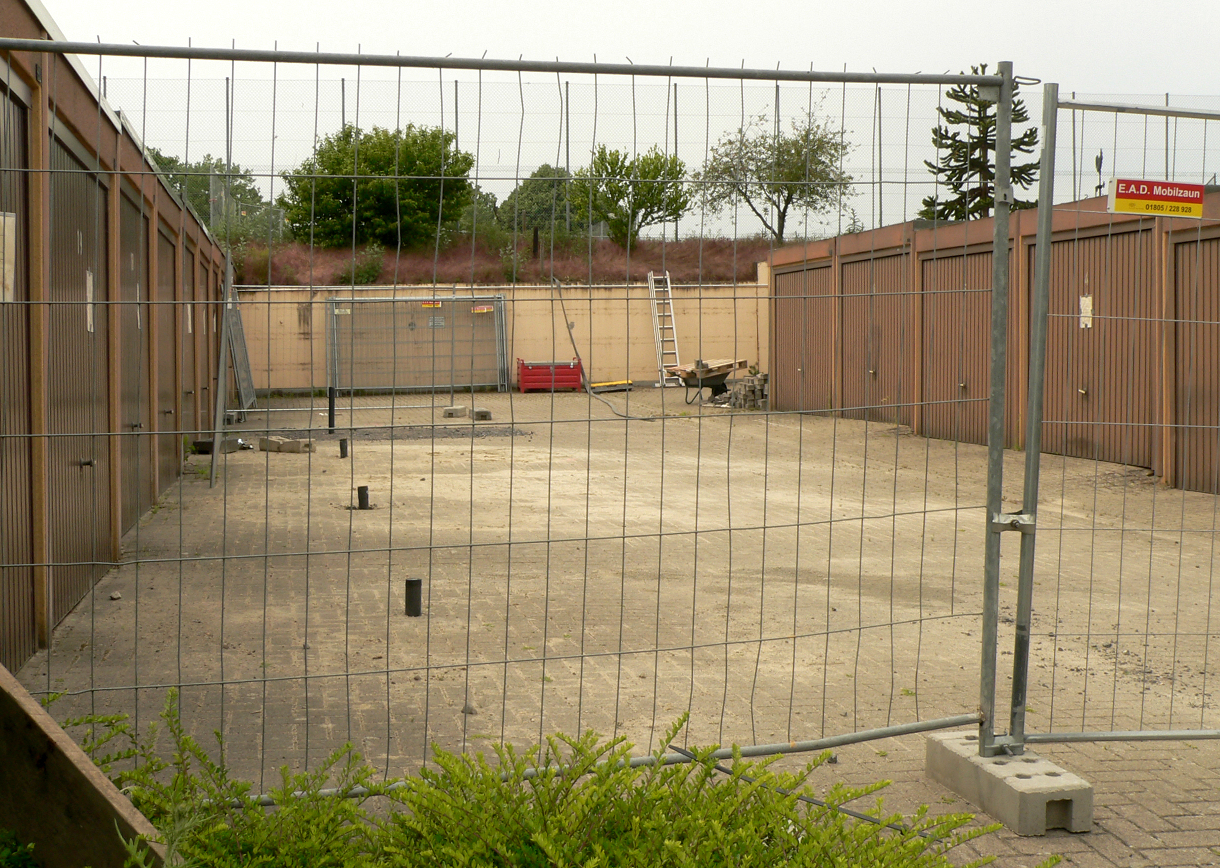
Abgesperrter Garagenhof, unter dem sich ein Hohlraum befand. Auf dem Hof Einfüllstutzen zum Einpumpen von Verfüllungsmasse, 2022

Im Jahr 1994 kam es auf dem Sportplatz in Ahlem zu einem Tagesbruch mit einem Durchmesser von sieben Metern und einer Tiefe von fünf Metern. Der Erdeinbruch geschah über einem verfüllten Grubenschacht des Asphaltbergbaus, der mit einer Betonplatte abgedeckt war. Seit 2013 war der Stadt Hannover bekannt, dass bei den Bergbaustollen eine gewisse Einsturzgefahr gegeben war. Ein Sachverständiger hatte bei einer kleinflächigen Untersuchung festgestellt, dass das Deckgebirge zwar überwiegend stabil war, aber Tagesbrüche nicht ausgeschlossen werden konnten. Das Landesamt für Bergbau, Energie und Geologie (LBEG) warnte im Jahr 2021 die Stadt Hannover unter Hinweis auf eine vergleichbare Asphaltgrube in Südniedersachsen. Dort seien Sicherungsmaßnahmen notwendig, da ein Gruben- und Stollensystem der Deutschen Asphalt bei Holzen das Ende seiner Lebensdauer erreicht habe. Daraufhin setzten in Ahlem umfangreiche bergbauliche Untersuchungen ein, deren Grundlage unter anderem alte Grubenrisse waren. Es wurden Erkundungsbohrungen vorgenommen, die auch zur Entdeckung unbekannter Hohlräume führten. Im Ergebnis zeigte sich, dass an einigen Stellen keine Gefahr und an mehreren Stellen eine konkrete Gefahr für Tagesbrüche bestand. Die Hauptdurchgangsstraße Heisterbergallee wurde im Jahr 2022 an gefährdeten Stellen gesperrt, außerdem wurden zwei Wohngebäude geräumt, da eine akute Tagebruchgefahr wegen des oberflächennah liegenden Stollens nicht ausgeschlossen wurde. An einer Stelle war unterhalb von Garagen bereits ein Schacht eingebrochen, und es hatte sich ein vier Meter tiefer Hohlraum gebildet, der verfüllt wurde. Die Garagen wurden nur noch von ihrer Bodenplatte aus Beton gehalten, die bereits angebrochen war. Im Jahr 2024 sackte der Boden unter einem Haus im Radius von fünf Metern ab, da sich offenbar der darunter befindliche Mittelstollen gesenkt hatte. Betroffen von einer latenten Gefährdung in dem Gebiet sind rund 70 Gebäude und etwa 100 Grundstücke.

### Behördlicher Konflikt um die Zuständigkeit
Beim Bekanntwerden der Gefährdung im Jahr 2013 aufgrund der Untersuchung durch einen Sachverständigen war nicht klar, welche Behörde für die anstehenden Maßnahmen der Erkundung sowie Sicherung zuständig ist und die Kosten trägt. Infrage kamen das Landesamt für Bergbau, Energie und Geologie (LBEG) als bergbauliche Fachbehörde, die Region Hannover als Untere Bodenschutzbehörde und die Stadt Hannover als Untere Bauaufsichtsbehörde. Da zwischen der Stadt Hannover und dem Land Niedersachsen keine Klärung herbeigeführt werden konnte, verklagte die Stadt das LBEG 2017 vor dem Verwaltungsgericht. Laut dem Gericht sollte das Niedersächsische Innenministerium als Fachaufsicht den Streit entscheiden. Da das Ministerium darauf nicht reagierte, ruht das Verwaltungsgerichtsverfahren seit 2018. Nachdem die Stadt Hannover 2021 das Niedersächsische Umweltministerium eingeschaltet hatte, erklärte dieses die Stadt als Gefahrenabwehrbehörde für zunächst zuständig. Der niedersächsische Umweltminister Olaf Lies (SPD) äußerte: „Die Gefahr muss beseitigt werden …“ und „Es darf kein Zuständigkeitsroulette geben.“ 2022 einigten sich die Stadt, die Region und das Land auf eine Verteilung der Kosten zu jeweils einem Drittel.

### Sanierung
Erste Sicherungsmaßnahmen waren im Jahr 2022 über mehrere Monate anhaltende Notverfüllungen, bei denen in die unterirdischen Hohlräume Versatz aus einer Betonmischung gepumpt wurde. Der Empfehlung eines Sachverständigen für Altbergbau folgend hat die Stadt Hannover alle drei Stollensysteme bis auf einen Teilbereich im Nordstollen durch Verfüllung gesichert. Das umfasste rund 60.000 m² unterirdischer Stollensysteme, wovon auf den Mittelstollen 30.000 m², auf den Südstollen 17.000 m² und den Nordstollen 13.500 m² entfielen. Bei den Arbeiten handelte es sich um eine der größten Altbergbausanierungsprojekte in Deutschland. Verfüllungen erfolgten noch 2022 beim Südstollen. Sie waren 2023 nach 571 Einzelbohrungen und dem Einbringen von 22.500 Tonnen Verfüllbaustoff abgeschlossen. 2023 begannen die Verfüllungen am Mittel- und am Nordstollen. Der Verfüllung des Nordstollen wurde höchste Priorität eingeräumt, weil dort Wohnhäuser geräumt werden mussten. Die Beseitigung der Bergschäden war 2025 abgeschlossen. Die anfangs mit 36 Millionen Euro veranschlagten Kosten betrugen aufgrund stark gestiegener Baupreise am Ende 50 Millionen Euro.

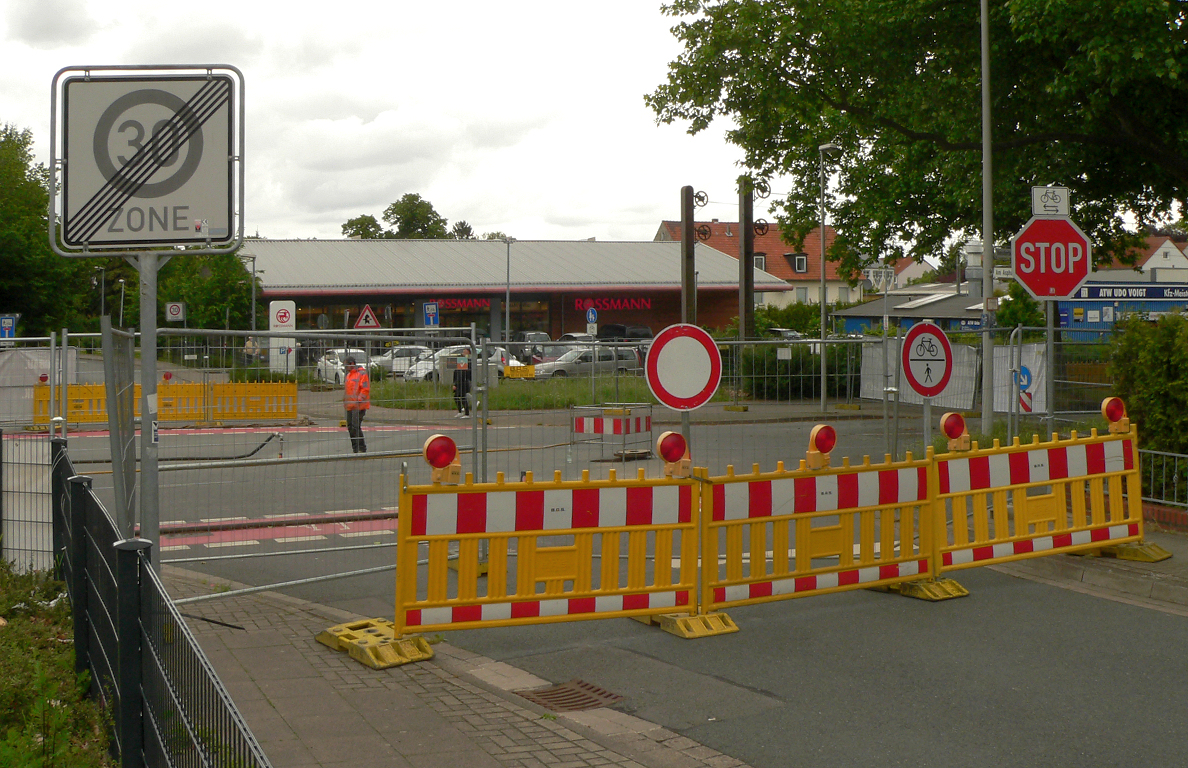
Gesperrte  Hauptdurchgangsstraße Heisterbergallee, 2022
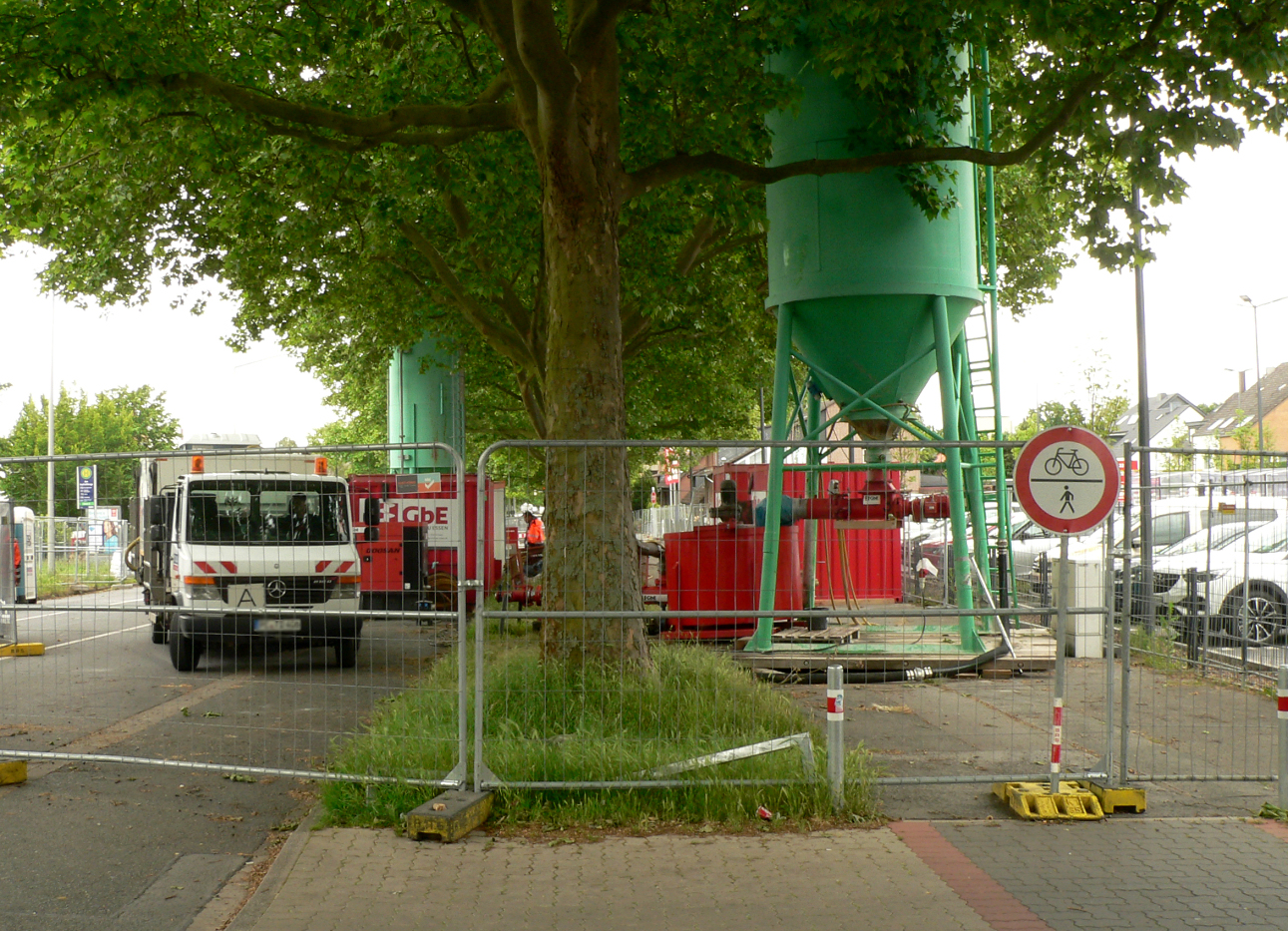
Betonsilos zur Verfüllung der Stollen auf der gesperrten Heisterbergallee, 2022
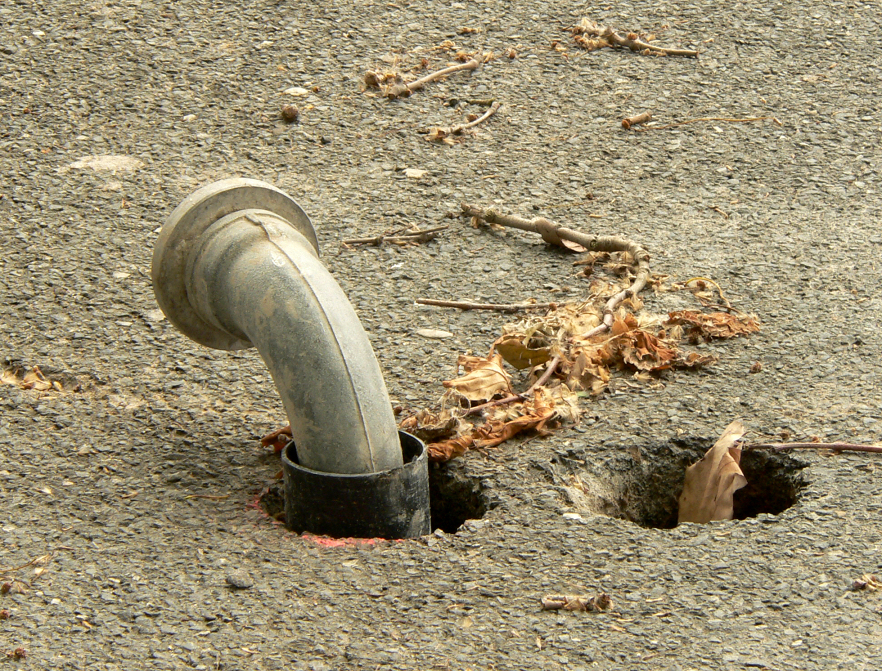
Bohrlöcher zum Einpumpen von Verfüllungsmasse, 2022